# Son Penjoi
Son Penjoi és una antiga possessió de Santa Maria del Camí, al costat de la carretera de Palma a Inca, just davant Can Cerdó.
El 16 de juliol de 1694 moria Antoni Ordines de Son Penjoi, la terra era a l'esquerra anant a Inca. El malnom podria fer referència a les forques que hi havia instal·lades devora el Camí d'Inca (Camí de ses Forques aferrat a Mainou) i a on es duien a terme execucions.
Des de finals dels anys seixanta hi ha ubicades unes granges de porcs i la resta són terres dedicades als ametlers.